# Грязнуха (притока Чепци)
Грязну́ха (рос. Грязнуха) — річка в Росії, ліва притока Чепци. Протікає територією Очорського та Великососновського районів Пермського краю.
Річка починається на південний схід від колишнього присілку Коточиги Очорського району, протікає спочатку на південний схід та південь, потім повертає на південний захід, нижня течія спрямована на захід та північний захід. Впадає до Чепци навпроти гирла річки Легзюшка, неподалік кордону з Удмуртією. Верхня течія пересихає, в середній, неподалік колишнього присілку Велике Турово Великососновського району, — створено ставок. Майже повністю протікає через лісові масиви тайги. Приймає декілька дрібних приток.